# Collegio plurinominale Trentino-Alto Adige - 01 (Senato della Repubblica)
Il collegio elettorale plurinominale Trentino-Alto Adige/Südtirol - 01 è stato un collegio elettorale plurinominale della Repubblica Italiana per l'elezione del Senato tra il 2017 ed il 2020.
A partire dal 2020, per l'elezione del Senato in Trentino-Alto Adige sono presenti solamente collegi uninominali.

## Territorio

Collegi uninominali del 2017-2020.

L'ambito territoriale del collegio corrispondeva a quello della circoscrizione Trentino-Alto Adige/Südtirol e alla regione Trentino-Alto Adige.
In base alla normativa del 2017 gli appartenevano sei collegi uninominali: Trentino-Alto Adige - 01 (Bolzano), Trentino-Alto Adige - 02 (Merano), Trentino-Alto Adige - 03 (Bressanone), Trentino-Alto Adige - 04 (Trento), Trentino-Alto Adige - 05 (Rovereto) e Trentino-Alto Adige - 06 (Pergine Valsugana).

## Dati elettorali

### XVIII legislatura
Come previsto dalla legge elettorale, 193 senatori erano eletti in 33 collegi plurinominali con ripartizione proporzionale a livello regionale tra le coalizioni e le singole liste che avessero superato la soglia di sbarramento stabilita.
Nel collegio plurinominale veniva eletto 1 senatore, nei collegi uninominali venivano eletti 6 senatori.
| Liste          | Liste                    | Proporzionale | Proporzionale | Proporzionale | Maggioritario | Maggioritario | Maggioritario |  |
| Liste          | Liste                    | Voti          | %             | Seggi         | Voti          | %             | Seggi         |  |
| -------------- | ------------------------ | ------------- | ------------- | ------------- | ------------- | ------------- | ------------- |  |
|                | SVP - PATT               | 128 282       | 25,09         | 1             | 226 766       | 44,35         | 3             |  |
|                | Partito Democratico      | 75 001        | 14,67         | –             | 226 766       | 44,35         | 3             |  |
|                | +Europa                  | 12 023        | 2,35          | –             | 226 766       | 44,35         | 3             |  |
|                | Civica Popolare          | 7 222         | 1,41          | –             | 226 766       | 44,35         | 3             |  |
|                | Italia Europa Insieme    | 4 238         | 0,83          | –             | 226 766       | 44,35         | 3             |  |
|                | Lega                     | 98 122        | 19,19         | –             | 151 213       | 29,58         | 3             |  |
|                | Forza Italia             | 36 662        | 7,17          | –             | 151 213       | 29,58         | 3             |  |
|                | Fratelli d'Italia        | 13 612        | 2,66          | –             | 151 213       | 29,58         | 3             |  |
|                | Noi con l'Italia – UDC   | 2 817         | 0,55          | –             | 151 213       | 29,58         | 3             |  |
|                | Movimento 5 Stelle       | 98 599        | 19,29         | –             | 98 599        | 19,29         | –             |  |
|                | Liberi e Uguali          | 18 666        | 3,65          | –             | 18 666        | 3,65          | –             |  |
|                | CasaPound                | 5 953         | 1,16          | –             | 5 953         | 1,16          | –             |  |
|                | Potere al Popolo!        | 5 266         | 1,03          | –             | 5 266         | 1,03          | –             |  |
|                | Il Popolo della Famiglia | 4 808         | 0,94          | –             | 4 808         | 0,94          | –             |  |
| Totale         | Totale                   | 511 271       | 100           | 1             | 511 271       | 100           | 6             |  |
|                |                          |               |               |               |               |               |               |  |
| Schede bianche | Schede bianche           | 17 736        | 3,26          |               |               |               |               |  |
| Schede nulle   | Schede nulle             | 14 474        | 2,66          |               |               |               |               |  |
| Votanti        | Votanti                  | 543 481       | 75,06         |               |               |               |               |  |
| Elettori       | Elettori                 | 724 073       |               |               |               |               |               |  |

### Eletti

#### Eletti nei collegi uninominali
Eletti nella coalizione di centro-sinistra (SVP-PATT - PD - +EUR - CP - Insieme)
     Eletti nella coalizione di centro-destra (Lega - FI - FdI - NcI-UDC)
     Eletti nel SVP - PATT
| Collegio uninominale | Eletto | Eletto              | Partito |
| -------------------- | ------ | ------------------- | ------- |
| 1. Bolzano/Bozen     |        | Gianclaudio Bressa  | PD      |
| 2. Merano/Meran      |        | Juliane Unterberger | SVP     |
| 3. Bressanone/Brixen |        | Meinhard Durnwalder | SVP     |
| 4. Trento            |        | Andrea de Bertoldi  | FdI     |
| 5. Rovereto          |        | Donatella Conzatti  | FI      |
| 6. Pergine Valsugana |        | Elena Testor        | FI      |

1. 1 2 3  Aderisce a Per le Autonomie (SVP-PATT, UV)
2. ↑  In data 18.09.2019 aderisce a Italia Viva-P.S.I..
3. ↑  In data 03.06.2020 aderisce a Lega-Salvini Premier-Partito Sardo d'Azione.

#### Eletti nel collegio plurinominale
| SVP - PATT    |
| ------------- |
|               |
| Dieter Steger |

1. ↑  Aderisce a Per le Autonomie (SVP-PATT, UV)